# パク・チュミ
パク・チュミ（朴 周美、朝: 박 주미、1972年10月5日 - ）は大韓民国の女優。身長163cm、体重42kg、血液型A型。

## 来歴
ソウル芸術大学放送芸能科を卒業し、1992年 MBC公採タレント21期でデビューした。1994年 KBS 『夜と音楽の間』のMCを務めた。
2001年 に結婚しており、2人の息子の母。2002年のSBS TV時代劇『女人天下』以降、活動を一時中断していたが、2010年 に『破壊された男』で映画で復帰した。
2012年10月23日夜、KBS TV時代劇『大王の夢〜王たちの戦争』に善徳（ソンドク）女王/徳曼（トンマン）役で出演中、撮影のために忠北・堤川から慶北・慶州へ移動中、交通事故に遭い、食道負傷から声帯も痛め発声も困難な状態になった。この事故で全治8週の診断を受けて『大王の夢』を降板した。 

2013年4月11日 MBCバラエティ番組『黄金漁場 - ヒザ打ち導師』に出演して、事故当時の状況などを詳しく話すなど元気な姿を見せた。

## 出演作品

### テレビドラマ
- われらの天国（1990年、MBC） - ミョンジン役
- 黎明の瞳（1991年、MBC）
- カチネ（1994年、SBS）
- お父さんは市長（1996年、SBS）
- 王朝の暁 〜趙光祖伝〜（1996年、KBS） - 章敬王后役
- 順風産婦人科（1998年、SBS）
- 学校2（1999年、KBS） - 倫理教師キム・ジョンイン役
- ホジュン 宮廷医官への道（1999年-2000年、MBC） -恭嬪役
- 秋の童話（2000年、KBS）
- イイ感じ（2000年、MBC）
- 女人天下（2001年-2002年、SBS） - オク・メヒャン役
- 守護天使（2002年、SBS）
- オールイン 運命の愛（2003年、SBS）
- 愛を信じます（2011年、KBS） - ソ・ヘジン役
- 紳士の品格（2012年、SBS） - キム・ウニ役
- 大王の夢〜王たちの戦争（2012年-2013年、KBS） - ソンドク（善徳）女王役 (※交通事故のため途中降板)
- ディア・ブラッド～私の守護天使（2015年、KBS） - ハン・ソニョン役
- オクニョ 運命の女（2016年、MBC） - チョン・ナンジョン役
- ここに来て抱きしめて（2018年、MBC） - チ・ヘウォン役
- 私のIDはカンナム美人（2018年、JTBC） - ナ・ヘソン役
- 結婚作詞 離婚作曲（2021年、TV朝鮮） - サ・ピヨン役
- 結婚作詞 離婚作曲2（2021年、TV朝鮮） - サ・ピヨン役
- 結婚作詞 離婚作曲3（2022年、TV朝鮮） - サ・ピヨン役
- お嬢さんドゥ・リアン（2023年、TV朝鮮） - ドゥ・リアン役[3]

### 映画
- 歩いて天まで（1993年）
- 幼い恋人（1994年）
- ルート検索（1998年）
- 破壊された男（2010年）- パク・ミンギョン役
- ラスト・プリンセス 大韓帝国最後の皇女（2016年）- ヤン貴人役

### CM
- アシアナ航空（1993年12月 - 2000年12月）
- ロッテ製菓（1996 - 1998年）
- 第一製糖の植物の国（2000年）
- キャリアエアコン（2001年）
- 金剛製靴券（2001年）
- 漢城エフ子供（2001年）
- アモーレマモンド（2002 - 2004年）
- リンナイインターネットボイラー（2003年）
- 動員F-B（2003年）
- ロッテ製菓マーガレット（2004 - 2005年）
- ピジョン（2004 - 2005年）
- DHC（2005年）
- 東部建設、東部センタービル（2003 - 2006年）